# Ісмаїл Юссеф
Ісмаїл Юссеф Авадаллах Мохамед (араб. إسماعيل يوسف‎; нар. 28 червня 1964, Гіза, Єгипет) — єгипетський футболіст та тренер, виступав на позиції півзахисника.

## Клубна кар'єра
Футбольну кар'єру розпочав у каїрському «Замалеку». У складі клубу 1983 року дебютував у Прем'єр-лізі Єгипту, згодом став основним гравцем команди. У 1984 року вперше виграв чемпіонат Єгипту. Того ж сезону разом з «Замалеком» виграв Лігу чемпіонів КАФ (2:0 та 1:0 у фіналі проти «Шутінг Старз»), а в 1986 році разом з єгиптянами вдруге виграв вище вказаний турнір (2:0, 0:2 пен. 4:2 у фіналі проти «Африка Спорт» (Абіджан)). Протягом кар'єри ще тричі (1988, 1992 та 1993) вигравав Прем'єр-лігу Єгипту, а в 1988 році й кубок країни. У тому ж 1988 році допоміг команді виграти Афро-азійський кубок. У 1994 році втретє виграв Лігу чемпіонів КАФ (0:0, 0:0 пен. 7:6 у фіналі проти «Асанте Котоко»). Роком пізніше виграв Суперкубок КАФ. У 1996 році знову виграв Лігу чемпіонів КАф (2:1, 1:2 пен. 5:4 проти «Шутінг Старз»), а 1997 році — Афро-азійський кубок та Суперкубок КАФ. Футбольну кар'єру завершив 1998 року у віці 34 років.

## Кар'єра в збірній
У футболці національної збірної Єгипту дебютував 1987 року. У 1990 році головний тренер єгипетської збірної Махмуд Ель-Гохарі викликав Рабі для участі в чемпіонаті світу 1990 року в Італії. На цьому турнірі був основним гравцем та зіграв 3 матчі групового етапу: з Нідерландами (1:1), з Ірландією (0:0) та з Англією (0:1). Також виступав на Кубку африканських націй 1992, 1994 та 1996 років. З 1987 по 1997 рік у футболці національної команди зіграв 86 матчів, в яких відзначився 3-а голами.

## Кар'єра тренера
По завершенні кар'єри гравця розпочав тренерську роботу. Допомагав тренувати молодіжну збірну Єгипту.
Ісмаїл Юссеф тренував «Ель-Гуна» з 2007 по 2010 рік. На тренерському містку змінив Рамадана Ель-Саєда, під керівництвом якого команда невдало стартувала в сезоні. Потім перейшов на посаду головного тренера «Ітесалату», але через 10 місяців пішов у відставку. Наступного року перейшов до тренерського штабу «Замалека» на посаді помічника тренера єгипетської тренерської легенди Хассана Шегата.
Працював на посаду помічника тренера «Замалека» разом із Хассаном Шегата, очолював команду в матчі проти «ТП Мазембе», коли «Замалек» програв з різницею в 2 м'ячі, після чого повернувся на посаду помічника нового головного тренера з Жорваном Віейрою, залишив клуб за два матчі до завершення сезону. У 2013 Юссеф стає головним тренером клубу «Ель-Харбі», однак при ньому команда займає останнє місце в своїй групі в сезоні 2013/14 року й залишає Прем'єр-лігу

## Досягнення

### Як гравця
«Замалек»
- Прем'єр-ліга Єгипту
  -  Чемпіон (4): 1983/84, 1987/88, 1991/92, 1992/93

- Кубок Єгипту
  -  Володар (1): 1987/88

- Кубок африканських чемпіонів
  -  Чемпіон (4): 1984, 1986, 1993, 1996

- Суперкубок КАФ
  -  Володар (2): 1994, 1997

- Афро-Азійський кубок
  -  Володар (2): 1987, 1997

Єгипет
- Кубок арабських націй
  -  Володар (1): 1992